# Älvkarleby
Älvkarleby est une localité de la commune d'Älvkarleby, dans le comté d'Uppsala, en Suède. Elle est située le long du fleuve Dalälven, à l'endroit où se trouvaient auparavant des rapides (les chutes d'Älvkarleby). Cependant, un barrage y fut construit. Le site est très populaire pour la pêche au saumon atlantique.

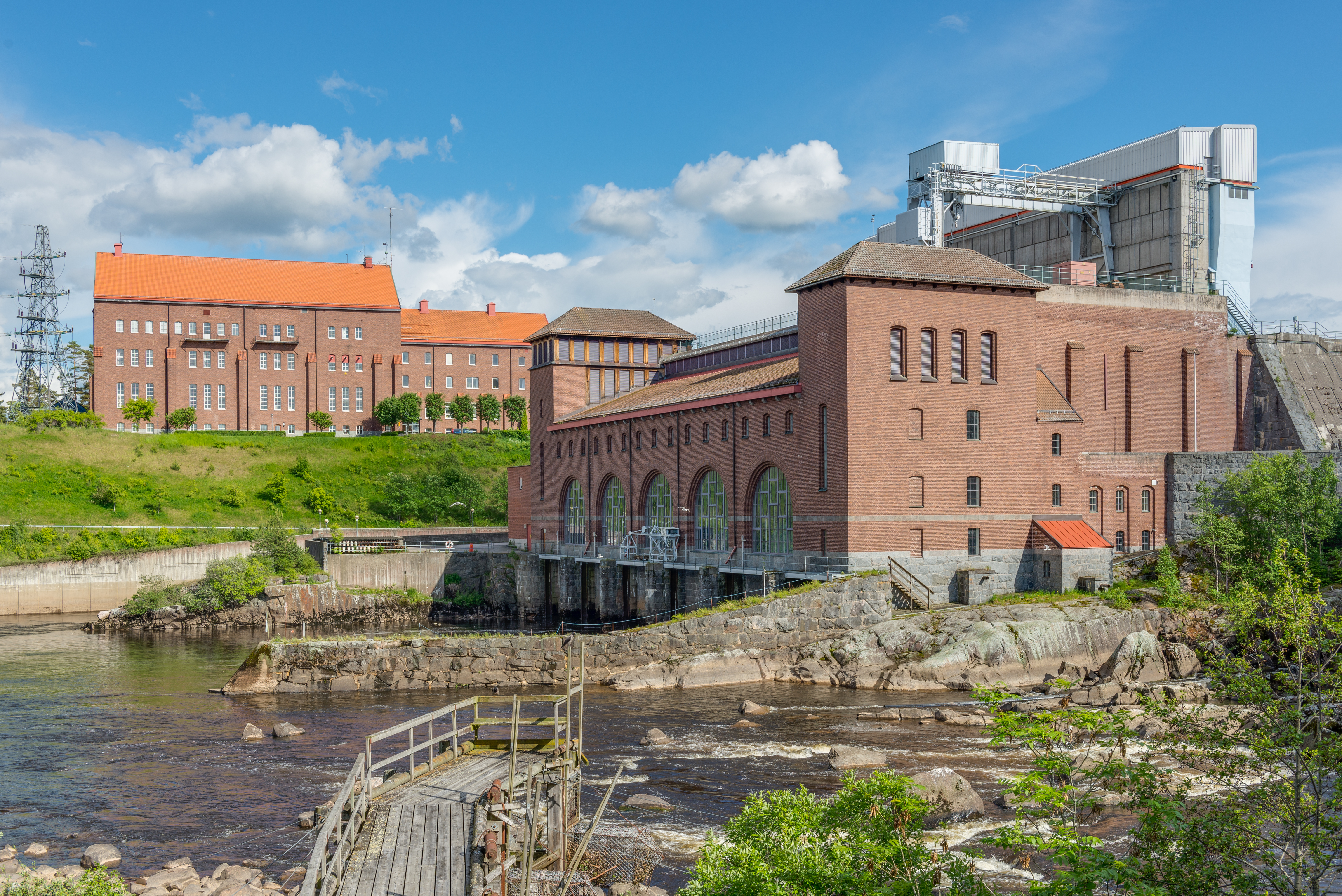
La centrale hydroélectrique d'Älvkarleby